# 日本環境認証機構
日本環境認証機構（にほんかんきょうにんしょうきこう、英: Japan Audit and Certification Organization for Environment and Quality）は、電機・電子10社および2工業会によって設立。ISOマネジメントシステム認証および関連サービスを提供している会社。1994年創立の「民間初の国際規格ISO関連の機関」である。略称：JACO、読み：ジェイコ

## 概要
1994年に電機・電子10社（シャープ・ソニーグループ・東芝・日本電気・パナソニックホールディングス・日立製作所・富士通、富士電機・三菱電機・沖電気工業）および2工業会によって設立され、ISOマネジメントシステム認証および関連サービスを提供してきた。設立当初は環境ISO認証を中心に事業を展開し、その後品質、労働安全衛生、情報セキュリティ、食品安全などの分野にも拡大。最近では温室効果ガス排出量の検証を含むカーボンニュートラル支援活動も行っている。
地球規模の環境問題、品質不祥事、情報セキュリティの脅威、AI・デジタル化技術の進展など、企業活動に関連する多くの課題に対応し、変化する業務構造に対してタイムリーかつ有効な認証審査を提供することがJACOの責務であると考えている。

## 沿革
1994年（平成6年）
- 11月16日 電機電子10社及び2工業会の支援により株式会社日本環境認証機構設立

1995年（平成7年）
- 2月 環境セミナー開始

- 3月 BS 7750による環境認証開始
- 11月 UKASから環境認証機関（ISO 14001）として認定取得

1996年（平成8年）
- 4月 関西支社設立
- 10月 品質認証（ISO 9001）開始
- 12月 JABから環境審査員研修機関として認定取得

1997年（平成9年）
- 5月 UKASから品質認証機関（ISO 9001)として認定取得

- 10月 JABから環境認証機関（ISO 14001)として認定取得

1999年（平成11年）
- 2月 労働安全衛生認証開始
- 3月 JABから品質認証機関（ISO 9001)として認定取得
- 10月 (株)ジェイコ　マネジメントシステム設立

2000年（平成12年）
- 5月 JABから品質審査員研修機関として認定取得

2001年（平成13年）
- 10月 QS-9000認証開始,　情報セキュリティ認証（ISO 27001）開始

2002年（平成14年）
- 4月 （株）日本情報セキュリティ認証機構設立

2003年（平成15年）
- 1月 JIPDECから情報セキュリティ認証機関（ISO 27001)として認定取得

2005年（平成17年）
- 12月 食品安全認証（ISO 22000）認証開始

2007年（平成19年）
- 10月 UKASから食品安全認証（ISO 22000）機関として認定取得

2008年（平成20年）
- 1月 JABからISO/IEC 17021認定取得
- 9月 JABから食品安全認証機関（ISO 22000)として認定取得UKASからISO/IEC 17021認定取得

2010年（平成22年）
- 10月 （株）日本情報セキュリティ認証機構を合併

2011年（平成23年）
- 11月 食品安全システム認証（FSSC 22000）認証開始

2013年（平成25年）
- 1月 UKASから食品安全システム認証（FSSC 22000）認定取得
- 5月 国土交通省より「下水道分野の国際標準化に関する戦略対応検討業務」を受託

2014年（平成26年）
- 2月 アセットマネジメントシステム（ISO 55001）認証開始
- 5月 国土交通省より「アセットマネジメント等の下水道分野の国際標準化に関する戦略対応検討業務」を受託
- 7月 道路交通安全マネジメントシステム（ISO 39001）認証開始

2015年（平成27年）
- 11月 JABからアセットマネジメントシステム認証機関（ISO 55001）として認定取得

2016年（平成28年）
- 1月 JABからISO 9001,ISO 14001 2015年版移行対応認定取得
- 9月 JABからISO 17021-1 2015年版移行認定取得

2017年（平成29年）
- 3月 UKASからISO 17021-1 2015年版移行認定取得

2018年（平成30年）
- 6月 ファシリティマネジメントシステム（ISO 41001）認証開始
- 7月 労働安全衛生マネジメントシステム（ISO 45001）認証開始

## 歴代社長
| 代 | 名前       | 出身企業         | 期間            |
| -- | ---------- | ---------------- | --------------- |
| 1  | 江川英晴   | 東芝             | 1994年 - 1997年 |
| 2  | 三橋尭     | 三菱電機         | 1997年 - 1999年 |
| 3  | 大平泰央   | 三洋電機         | 1999年 - 2001年 |
| 4  | 福島哲郎   | 日本環境認証機構 | 2001年 - 2003年 |
| 5  | 伊藤信久   | パナソニック     | 2003年 - 2008年 |
| 6  | 下井泰典   | 東芝             | 2008年 - 2012年 |
| 7  | 蛭田道夫   | 三菱電機         | 2012年 - 2016年 |
| 8  | 立上和男   | パナソニック     | 2016年 - 2020年 |
| 9  | 小野寺浩幸 | 日立製作所       | 2020年 - 2024年 |
| 10 | 岡島善明   | 三菱電機         | 2024年 - 現在   |